# Brewster Kahle

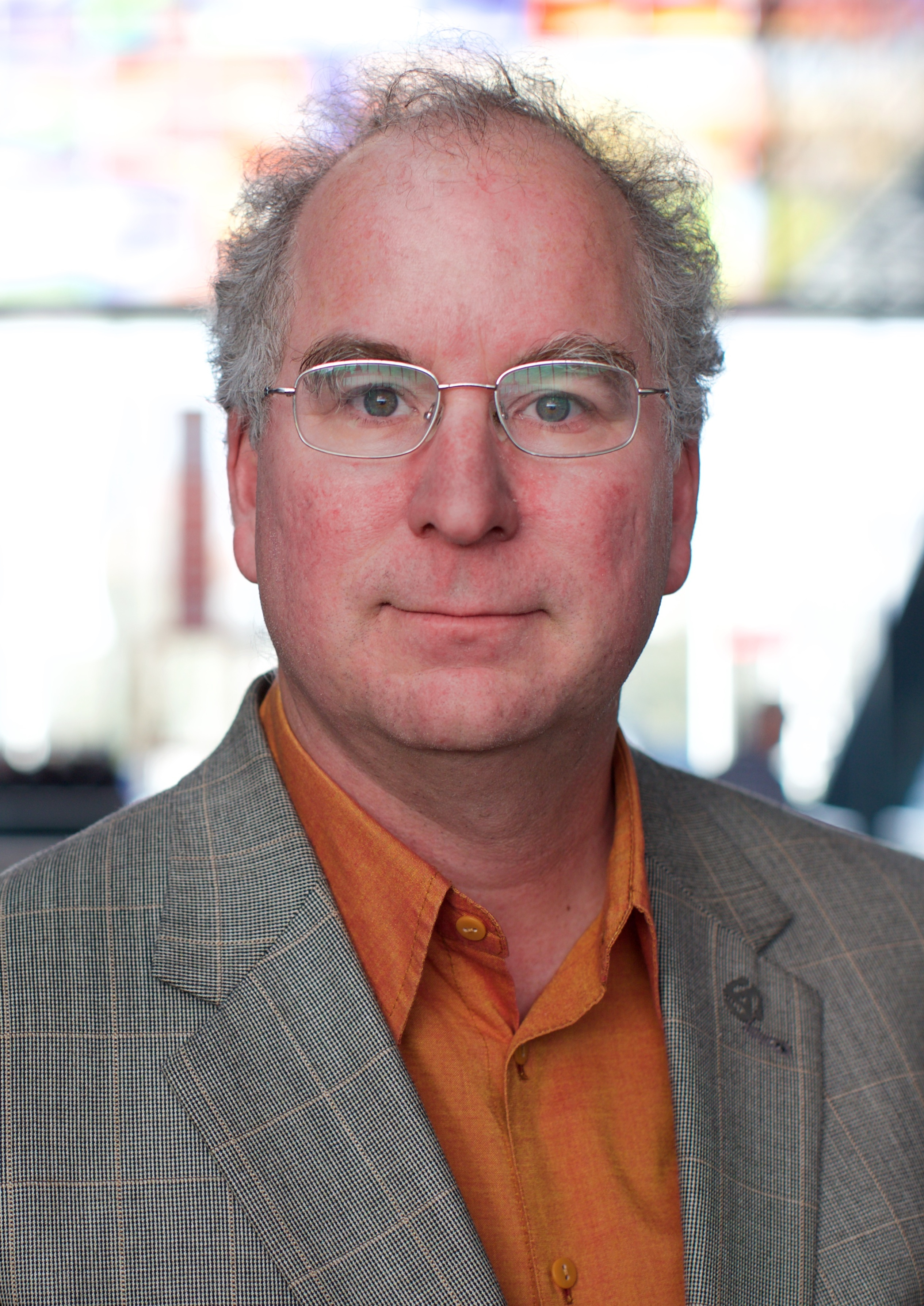
Brewster Kahle, 2015

Brewster Kahle (Aussprache [ˈbruːstə ˈkeɪl]; * 22. Oktober 1960 in New York) ist ein US-amerikanischer Informatiker, Unternehmer und Aktivist. Er leitet das 1996 von ihm gegründete Internet Archive und die 2007 gegründete Open Library.

## Leben
Kahle wuchs in der New Yorker Vorstadt Scarsdale auf, wo er die Scarsdale High School besuchte. Sein Vater war Maschinenbauer. Kahle studierte Informatik und Technische Informatik mit Studienschwerpunkt Künstliche Intelligenz am MIT bei Marvin Minsky und W. Daniel Hillis.
Nach seinem Studienabschluss arbeitete Kahle für den Supercomputer-Hersteller Thinking Machines, wo er von 1983 bis 1989 die Entwicklung der Connection Machine leitete. Ebenfalls für Thinking Machines war er am Aufbau des frühen Internet-Suchdienstes WAIS beteiligt, außerdem entwickelte er eine frühe Suchmaschine und Indizierungssoftware, die den gesamten Bestand des Dow Jones News Service, bestehend aus Hunderten von Zeitungs- und Zeitschriftenarchiven, elektronisch verfügbar machte. Im Jahr 1992 gründete Kahle gemeinsam mit Harry Morris seine erste eigene Firma, die WAIS Inc. Bereits 1995 kaufte AOL die WAIS Inc. für geschätzte 15 Millionen Dollar und Kahle gründete 1996 die Firma Alexa Internet, die 1999 für 250 Millionen Dollar von Amazon.com gekauft wurde und 2022 den Betrieb einstellte. Gleichzeitig mit Alexa gründete Kahle das Internet Archive, welches er bis heute leitet.
Im März 2004 klagte er gegen die Aufhebung der bisherigen Regelung, nach der Copyrights nach einer bestimmten Zeit auslaufen, wenn keine Verlängerung beantragt wird. Ein zeitlich begrenztes Copyright (wie im Berne Convention Implementation Act und de facto im Copyright Term Extension Act vorgesehen) widerspricht seiner Rechtsauffassung, dass von den Autoren seit längerem „aufgegebene“ Werke als Public Domain anzusehen sind.
2007 startete Kahle mit Open Library das Projekt einer „Welt-Bibliothek“. Zudem wurde er bereits 2005 in die American Academy of Arts and Sciences gewählt.